# Operació Goldap-Gumbinnen
L'Operació Goldap-Gumbinnen, també coneguda com a Operació Goldap o Operació Gumbinnen (rus: Гумбиннен-Гольдапская наступательная операция) va ser una ofensiva soviètica del Front Oriental a les darreries de 1944, en la qual les forces del 3r Front de Belarús van intentar travessar les fronteres de la Prússia Oriental.
L'ofensiva fracassà, donada la dura resistència que presentà la Wehrmacht. És força coneguda tant per la desesperada defensa alemanya com per atrocitats que van cometre les tropes de l'11è Exèrcit de la Guàrdia a l'anomenada Matança de Nemmersdord

## Plans
L'operació es planejà com a resultat de l'èxit de l'Operació de l'Ofensiva de Memel al nord. Les tropes del 1r Front Bàltic i del 3r Belarús havien tingut èxit fent retrocedir al Tercer Exèrcit Panzer de la frontera de la Prússia Oriental, envoltant la ciutat de Memel i arribant a la vora de la Llacuna Curoniana. La Stavka permeté a Txerniakhovski explotar encara més el seu èxit atacant a través de Gumbinnen – Insterburg – Konigsberg, endinsant-se cap a la Prússia Oriental.
El pla de Txerniakhovski preveia que el 5è i l'11è Exèrcit de la Guàrdia trenquessin les línies alemanyes, abans d'explotar amb el 2n Cos Blindat de la Guàrdia i el 28è Exèrcit. Els exèrcits 31è i 39è avançarien pels flancs de la força principal.
Al davant tenien al 3r Exèrcit Panzer i al 4t Exèrcit, que es recolzaven en un terreny plagat de fortificacions, les quals havien estat ben reforçades.

## Desplegaments

### Wehrmacht
- Grup d'Exèrcits Centre (Coronel General Georg-Hans Reinhardt)
  - Flanc Sud del 3r Exèrcit Panzer (General Erhard Raus)
    - XXXX Panzer Corps (General Siegfried Heinrici)
    - IX Corps (General Rolf Wuthmann)

  - Flanc Nord del 4t Exèrcit (General Friedrich Hoßbach)
    - XXVII Corps (General Maximilian Felzmann)
    - XXXXI Panzer Corps (General Helmuth Weidling)
    - Cos Panzer Hermann Göring (Tinent General Wilhelm Schmalz)
    - VI Corps (General Horst Großmann)

### Exèrcit Roig
- 3r Front de Belarús (General Ivan Txerniakhovski)
  - 11è Exèrcit de la Guàrdia (Coronel General Kuzma Galitsky)
  - 5è Exèrcit (Colonel-General Nikolai Krilov)
  - 28è Exèrcit (Tinent General Luchinski)
  - 31è Exèrcit
  - 39è Exèrcit

## L'ofensiva
El 16 d'octubre, els Exèrcits de la Guàrdia 5è i 11è van iniciar l'ofensiva, penetrant inicialment uns 11 km a les defenses alemanyes. Els exèrcits del flanc van començar les operacions l'endemà, quan unitats de l'11è Exèrcit havien travessat la frontera de la Prússia Oriental.
Les tropes soviètiques van trobar-se ben aviat amb una resistència decidida. Els va costar 4 dies penetrar les defenses tàctiques inicials, mentre que la segona línia de defensa era tan dura que Txerniakhovski va veure's obligat a fer servir el 2n Cos Blindat de la Guàrdia per trencar-lo. Les baixes van ser molt altes. El 20 d'octubre l'11è Exèrcit i el 2n Cos Blindat van aconseguir trencar la segona línia a l'est de Gumbinnen, defensat pels canons del 18a Divisió Antiaèria i el Cos Panzer Hermann Göring, que havia estat desplegat a la zona per contenir l'avanç soviètic. El 21 d'octubre, el 28è Exèrcit Soviètic, constituït en reserva, també va ser llançat a l'atac, però l'ofensiva al nord se centrà a la regió de Stalluponen, gràcies als contraatacs alemanys.
Gumbinnen va ser capturat el 22 d'octubre, però va ser reconquerit pels alemanys 24 d'octubre dos dies després que llancessin la 5a Divisió Panzer i el 505è Destacament Panzer Pesat (equipat amb els nous Tiger II. Unitats de l'11è Exèrcit de la Guàrdia es van trobar aïllats a la zona de Großwaltersdorf, i es van trobar amb un intensa lluita. A més, els alemanys havien llançat més reserves, inclosa la 102a Brigada Panzer i la Brigada Grenadier Führer en uns contraatacs a Goldap, al sector sud de la penetració soviètica. La ciutat va ser reconquerida el 25 d'octubre.
Els atacs soviètics van continuar fins al 27 d'octubre, mentre que els exèrcits als flancs provaven d'enllaçar amb l'11è Exèrcit.
La lluita va continuar: el 28 d'octubre, el 31è Exèrcit reconquerí Goldap en un atac per sorpresa i va tornar a ser conquerida per la 5a Divisió Panzer el 3 de novembre.